# Hinako Sugiura
Hinako Sugiura (japanisch 杉浦 日向子 Sugiura Hinako; * 30. November 1958 in Tokio; † 22. Juli 2005 in Kashiwa) war eine japanische Mangaka, die sich vor allem mit der Kultur der Edo-Periode (1603–1867) befasste. Ihr richtiger Name lautete Junko Suzuki (鈴木 順子, Suzuki Junko).
Sie wuchs mit viel Sinn für Tradition in einer Familie von Kimono-Machern in Tokio auf. Sugiura studierte an der Fakultät der Künste der Nihon-Universität in Tokio Design und begann sich zunehmend für das alte Japan zu interessieren. Durch die Comics von Shōhei Kusunoki, die sie während ihres Studiums las, wurde sie inspiriert, die Edo-Zeit in Bildabfolgen darzustellen. Schließlich brach sie die Schule ab, um bei Shisei Inagaki, einem Autor, der sich der Edo-Periode widmete, zu lernen, und war Assistentin bei der Manga-Zeichnerin Murasaki Yamada.
Ihr Debüt als Manga-Zeichnerin machte sie 1980 mit Tsūgen Muro no Ume im alternativen Manga-Magazin Garo, für das sie in den 1980er Jahren weitere Comics zeichnete. Gemeinsam mit Yōko Kondo und Murasaki Yamada galt sie als eine der „drei jungen Frauen des Garo“ (ガロ三人娘, Garo Sannin Musume) Für Gassō erhielt sie 1984 den Preis der Vereinigung japanischer Comiczeichner, für Fūryū Edo Suzume 1988 den Bungei-Bunshū-Manga-Preis. Ihre Serie Sarusuberi, die von 1983 bis 1988 im Magazin Manga Sunday erschienen ist, handelt von Hokusai, seiner Tochter Oei und deren unterschiedliche Auffassungen von Kunst.
1993 verabschiedete sie sich von ihrem Beruf als Zeichnerin, um sich mehr dem Schreiben über die Edo-Periode zu widmen. Sie schrieb einige Bücher und trat auch in den Medien als Expertin für diesen Geschichtsabschnitt auf. So sprach sie beispielsweise nach jeder Folge der Fernsehserie Comedy: O-Edo de Gozaru, die in der Edo-Periode spielt, einen Kommentar. Da sie an Krebs litt, stieg Sugiura aus Comedy: O-Edo de Gozaru aus. Sie starb am 22. Juli 2005 im Alter von 46 Jahren in einem Krankenhaus in Kashiwa, in der Präfektur Chiba.
Sugiura, die ein halbes Jahr mit dem Schriftsteller und Drehbuchautor Hiroshi Aramata verheiratet war, war eine der wenigen Mangaka des 20. Jahrhunderts, die in der Ukiyo-e-Technik zeichneten. Ihr Werk wurde ins Französische übersetzt.

## Werke
- Tsūgen Muro no Ume (通言・室之梅, 1980)
- Gassō (合葬, 1983, 1 Band)
- Sarusuberi (百日紅, 1983–1988, 3 Bände)
- Edo e yōkoso (江戸へようこそ, 1986, 1 Band)
- Futatsu makura (二つ枕, 1986, 1 Band)
- Fūryū Edo Suzume (風流江戸雀, 1987, 1 Band)
- Yasuji Tōkyō (YASUJI東京, 1988, 1 Band)
- Hyaku Monogatari (百物語, 1988–1993, 3 Bände)
- Higashi no Eden (東のエデン, 1989, 1 Band)